# Георги Спасов (актьор)
 Тази статия е за актьора.  За други хора с това име вижте Георги Спасов.  
Георги Спасов е български театрален, куклен, филмов и озвучаващ актьор.

## Биография
Роден е на 18 юни 1960 г. През 1988 г. завършва специалност „Актьорско майсторство за куклен театър“ във ВИТИЗ в класа на Атанас Илков. От същата година до 1990 г. играе в Държавния куклен театър във Враца, от 1990 г. до 1992 г. е част от трупата на театър „Сириус“, а през 1993 г. става част от театрите „Ателие 313“ и „Ариел“. През 1998 г. започва да играе в Театъра на Българската армия в постановката „Майстора и Маргарита“ с режисьор Теди Москов. След това играе в „Театър 199“ и в Народен театър „Иван Вазов“. Към днешно време играе в постановките „Вечерен акт“, „Уилям Шекспир – пълни съчинения“, „Пробен срок“, „Барон Мюнхаузен“, „Случайната смърт на един анархист“ и други.
Спасов е асистент-преподавател в НАТФИЗ в класа на Жени Пашова. В телевизията е познат от ролята си на кмета Сандъков в комедийния сериал „Етажна собственост“.
Той е носител на няколко международни награди за „Мъжка роля“ както в България, така и в чужбина. През 2007 година печели „Икар“ за спектакъла „Барон Мюнхаузен“.
Дъщеря му, Диляна Спасова, е актриса и преводач.

## Филмография

### Актьор
- Виктория (2014)
- Етажна собственост (2013) – Мирослав Сандъков
- Операция „Шменти капели“ (2011)
- Леден сън (2005) - съпругът на Сесил
- Патриархат (7-сер. тв, 2005) – цар Борис III (в серия: III)
- Клиника на третия етаж (35-сер. тв, 1999, 2000, 2010) – (в 1 серия: XXII)
- Столичани в повече – Миленков
- Преследвачът (тв, 2008)

## Кариера в дублажа
Спасов се занимава с озвучаване на филми и сериали от 90-те години. Най-известен е със озвучаването на Пумба в поредицата „Цар лъв“, Скуби-Ду в едноименната поредица и Гуфи в „Клубът на Мики Маус“ и „Мики и приятели състезатели“.